# 我的憂鬱與不開心的她
《我的憂鬱與不開心的她》 
是日本音乐团体AAA的第45张单曲，於2015年3月25日由avex trax发售。

## 概要
- 《我的憂鬱與不開心的她》是AAA出道十週年的計劃 - 連續7個月單曲發行的第三作。
- A面曲《我的憂鬱與不開心的她》是伊藤洋華堂「Kent in Tradition」的電視廣告歌曲，此曲是AAA繼《說再見之前》後第十八首伊藤洋華堂電視廣告歌曲。
- 主打曲《我的憂鬱與不開心的她》由末吉秀太作開頭。
- 與前作相同，此單曲並未收錄任何B面曲。
- 此單曲只有「CD ONLY」1個版本。
- 在4月6日於公信榜单曲週排行榜取得第4位。

## 收錄内容

### CD
1. 我的憂鬱與不開心的她
（作詞：Kenn Kato / Rap詞：Mitsuhiro Hidaka / 作曲：丸山真由子）
2. 我的憂鬱與不開心的她 (Instrumental)

## 引用
1. ↑   (新闻稿). 愛貝克思官方網站 avex taiwan inc. 2015-09-08  [2015-09-30]. （原始内容存档于2020-08-03） （中文（臺灣））. 我的憂鬱與不開心的她
2. ↑  台灣官網的數位音樂最初譯作我的憂鬱與不開心的女朋友。 (新闻稿). 愛貝克思. 2015-04-08  [2015-09-12]. （原始内容存档于2020-08-03） （中文（臺灣））. 我的憂鬱與不開心的女朋友